# مرزوكة (مرزوكة)
مرزوكة هو دُوَّار يقع بجماعة الطاوس، إقليم الرشيدية، جهة درعة تافيلالت في المملكة المغربية. ينتمي الدوّار لمشيخة مرزوكة التي تضم 4 دواوير. يقدر عدد سكانه بـ 1517 نسمة حسب الإحصاء الرسمي للسكان والسكنى لسنة 2004.

## روابط خارجية
- البوابة الوطنية للجماعات الترابية نسخة محفوظة 12 مارس 2018 على موقع واي باك مشين.
- المندوبية السامية للتخطيط